# Edmundo
Edmundo, właśc. Edmundo Alves de Souza Neto (ur. 2 kwietnia 1971 w Niterói) – brazylijski piłkarz występujący podczas kariery na pozycji napastnika.

## Kariera klubowa
Edmundo przez swoją piłkarską karierę grał w trzech krajach – Brazylii, Włoszech i Japonii. Rozpoczynał ją w 1990 roku w CR Vasco da Gama, a następnie trafił do SE Palmeiras, w barwach którego w 40 meczach strzelił 20 goli. Zdobył mistrzostwo kraju oraz wygrał rozgrywki Campeonato Paulista. W 1995 roku przeniósł się do CR Flamengo, a później trafił do Corinthians São Paulo. Sezon 1996/1997 ponownie spędził Vasco da Gama. 38 bramek w 43 spotkaniach zapewniło Edmundo koronę króla strzelców, Vasco pomogło zdobyć krajowe mistrzostwo, a kapitalną skuteczność brazylijskiego snajpera zauważyła ACF Fiorentina, do której Edmundo dołączył w 1997 roku. Nowy nabytek „Fioletowych” nie spełnił jednak pokładanych w nim nadziei i po dwóch sezonach pobytu we Włoszech ponownie wrócił do Vasco da Gama. Tam znów spisywał się bardzo dobrze, tak samo jak w zespole Santos FC, do którego przeszedł w 2000 roku. Edmundo ponownie trafił do Italii, tym razem do SSC Napoli. Tam jednak podobnie jak w Fiorentinie Brazylijczyk nie umiał sobie poradzić i znów wrócił do rodzimego kraju, gdzie przez pewien okres reprezentował barwy Cruzeiro EC. W 2002 roku Edmundo podpisał kontrakt z japońskim klubem Tokyo Verdy 1969. W 30 meczach zdobył osiem goli, po czym przeszedł do Urawa Red Diamonds. W tym zespole jednak nie zdołał zagrać w ani jednym pojedynku i po raz kolejny w karierze wrócił do Brazylii, po raz kolejny do Vasco da Gama. W późniejszym czasie Edmundo grał jeszcze we Fluminense Rio de Janeiro, Nova Iguaçu Futebol Clube, Figueirense FC i Palmeiras, jednak w żadnych z tych zespołów nie zagrzał na długo miejsca mimo tego, że spisywał się w nich przyzwoicie. W Palmeiras brazylijskiemu graczowi udało się nawet zanotować czternaście trafień. W 2008 roku już po raz piąty w karierze Edmundo dołączył do Vasco da Gama, którym zakończył przygodę z futbolem.

## Kariera reprezentacyjna
W reprezentacji Brazylii Edmundo zadebiutował w 1992 roku. W 1998 roku wystąpił na mistrzostwach świata, na których „Canarinhos” zdobyli srebrny medal. Na imprezie tej Brazylijczyk zagrał w dwóch spotkaniach, w rundzie grupowej przeciwko Maroko oraz w przegranym 3:0 finale z Francją. Reprezentacyjną karierę wychowanek Vasco da Gama zakończył w 2000 roku. W drużynie narodowej zanotował łącznie 37 występów, w których zdobył 10 goli.

## Życie prywatne
Edmundo przeprowadzając się z Włoch do Brazylii uczestniczył w wypadku samochodowym, w którym zginęły trzy osoby.